# Lohnsteuerkarte

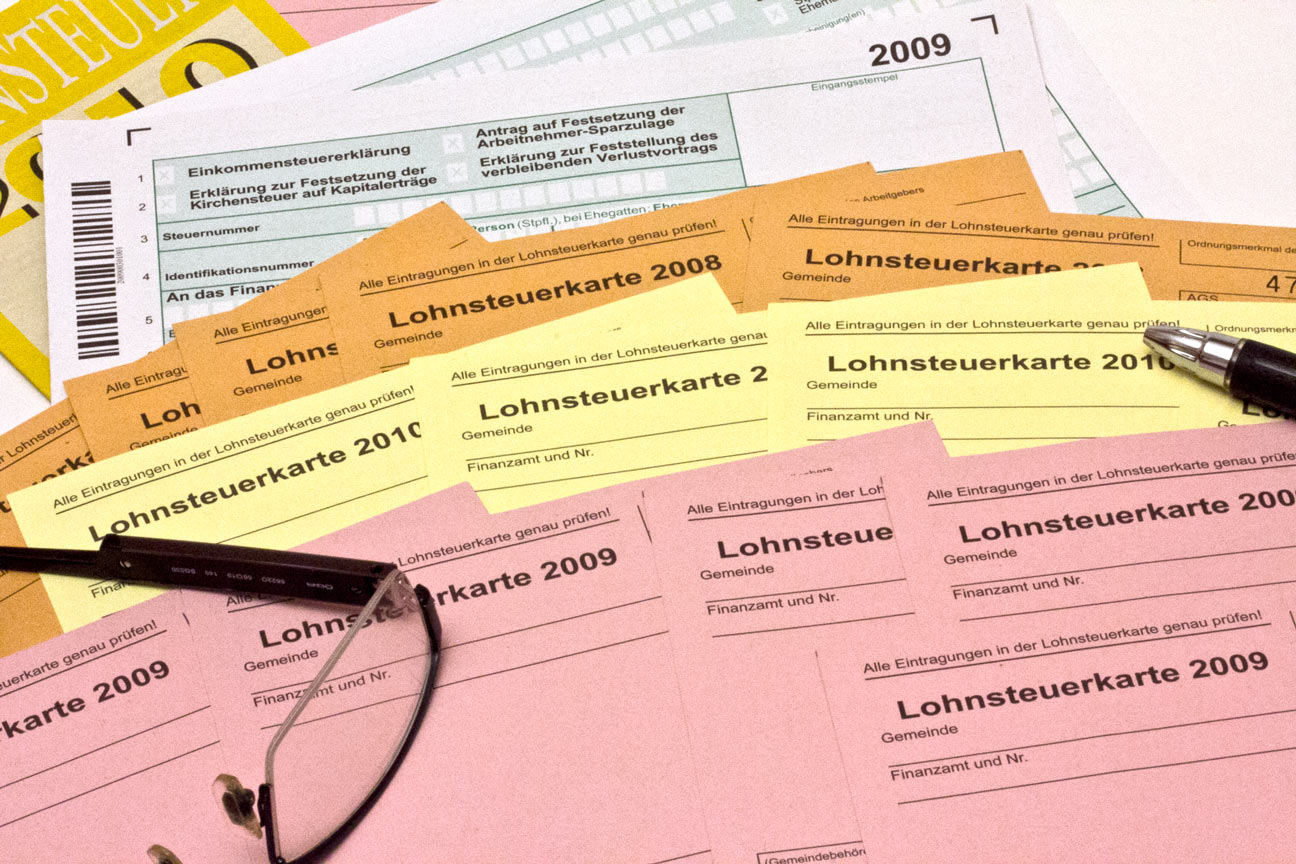
Niemieckie karty podatku od wynagrodzeń (Lohnsteuerkarte) w kolorze danego roku podatkowego

Lohnsteuerkarte (pol. Karta podatku od wynagrodzeń) – niemiecka karta podatkowa, która poświadcza całkowite zarobki oraz zapłacone podatki w przeciągu roku podatkowego w Niemczech. Wystawiana jest przez pracodawcę.
Dokument ten jest niezbędny w przypadku ubiegania się o zwrot podatku za pracę za granicą. W tym celu może posłużyć także zastępcze zaświadczenie podatkowe (Besondere Lohnsteuerbescheinigung).